# Metró Budapest

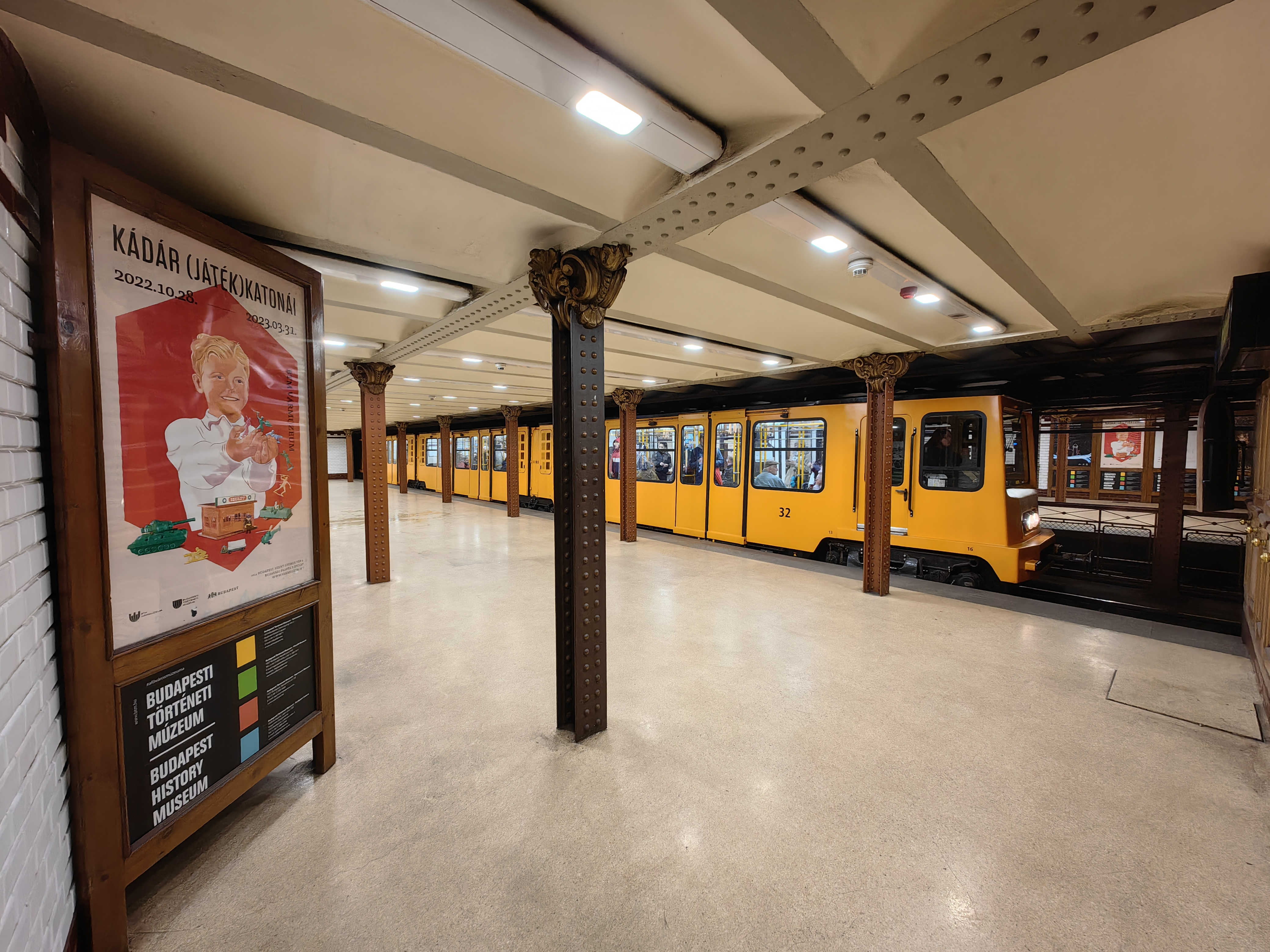
Der sanierte Bahnhof Opera der M1

Die Metró Budapest ist das U-Bahn-System der ungarischen Hauptstadt Budapest und das einzige des Landes. Ihre erste Linie, die heutige M1, ging anlässlich der Millenniumsfeiern zur tausendjährigen Landnahme der Ungarn 1896 in Betrieb. Damit ist sie, nach der 1863 eröffneten London Underground, die zweitälteste noch betriebene U-Bahn der Welt und die erste Kontinentaleuropas.
Jahrzehnte später kamen noch die mit Hilfe der Sowjetunion gebauten Linien M2 und M3 dazu, die im Gegensatz zur M1 auch nach ihrem Bau stark erweitert wurden. Am 28. März 2014 wurde die M4 in Betrieb genommen. Eine fünfte Linie (M5) ist in Planung.

## Linien und Betrieb
Das Netz besteht aus vier Linien mit insgesamt 39,4 Kilometern Länge und 52 Stationen, von denen drei oberirdisch liegen. Es wird von 4:30 Uhr bis 23:45 Uhr an Werktagen, am Wochenende bis 00:30 Uhr mit einem Takt zwischen drei und fünf Minuten befahren, in der Hauptverkehrszeit auch mit einem dichteren Takt. Einziger Kreuzungspunkt der Linien M1, M2 und M3 ist die Station Deák Ferenc tér im Zentrum der Stadt. Die im März 2014 eingeweihte Linie M4 bietet jeweils einen weiteren Knotenbahnhof mit den Linien M2 (Keleti pályaudvar) und M3 (Kálvin tér) etwas weiter außerhalb.
Es gibt ein vielfältiges Angebot an Tarifen, darunter Drei-Tages-Karten. Die Budapester U-Bahn ist ein „freies System“, das heißt ohne Bahnsteigsperren. Es finden aber sehr häufig Zugangskontrollen aller einsteigenden Fahrgäste durch Kontrolleure am Kopf der Rolltreppen statt. Zusätzlich wird mitunter auch in den Wagen nochmals kontrolliert.
Nahezu alle Tunnelstationen des Großprofilnetzes (Linien M2, M3 und M4) sind mit Rolltreppen ausgestattet, Aufzüge sind nur in den sanierten Stationen eingebaut. Die Rolltreppen können bedarfsgerecht geschaltet werden, das heißt, je nach Tageslage bzw. Bedarf können die Rolltreppen aufsteigend, absteigend oder nicht in Betrieb eingestellt werden.
An der Endstation Kőbánya-Kispest der M3 sind beide Terminals des Flughafens Budapest über die Schnellbuslinie 200E angebunden.
| Linie      | Strecke | Eröffnung  | Länge    | Stationen | Durchschnittlicher Stationsabstand | Reisezeit |
| ---------- | --- | ---------- | -------- | --------- | ---------------------------------- | --------- |
| U-Bahn M1  | Vörösmarty tér – Deák Ferenc tér – Bajcsy-Zsilinszky út - Opera – Oktogon – Vörösmarty utca – Kodály körönd – Bajza utca – Hősök tere – Széchenyi fürdő - Mexikói út | 1896       | 4,400 km | 11        | 419 m                              | 12 min    |
| U-Bahn M2  | Déli pályaudvar (Südbahnhof) – Széll Kálmán tér – Batthyány tér – Kossuth Lajos tér – Deák Ferenc tér – Astoria – Blaha Lujza tér – Keleti pályaudvar (Ostbahnhof) – Puskás Ferenc Stadion – Pillangó utca – Örs vezér tere | 1970       | 10,3 km  | 11        | 1030 m                             | 18 min    |
| U-Bahn M3  | Újpest-Központ – Újpest-városkapu – Gyöngyösi utca – Forgách utca – Göncz Árpád városközpont (früher: Árpád híd) – Dózsa Gyürgy út – Lehel tér – Nyugati pályaudvar (Westbahnhof) – Arany János utca – Deák Ferenc tér – Ferenciek tere – Kálvin tér – Corvin-negyed – Semmelweis Klinikák – Nagyvárad tér – Népliget – Ecseri út – Pöttyös utca – Határ út – Kőbánya-Kispest | 1976       | 17,3 km  | 20        | 911 m                              | 32 min    |
| U-Bahn M4  | Kelenföld vasútállomás (Kelenföld Bf) – Bikás park – Újbuda-központ – Móricz Zsigmond körtér – Szent Gellért tér – Műegyetem – Fővám tér – Kálvin tér – Rákóczi tér – II. János Pál pápa tér – Keleti pályaudvar (Ostbahnhof) | 2014       | 7,4 km   | 10        | 822 m                              | 13 min    |
| Insgesamt: | Insgesamt: | Insgesamt: | 39,4 km  | 52        |                                    |           |

## Geschichte

### Földalatti (M1)

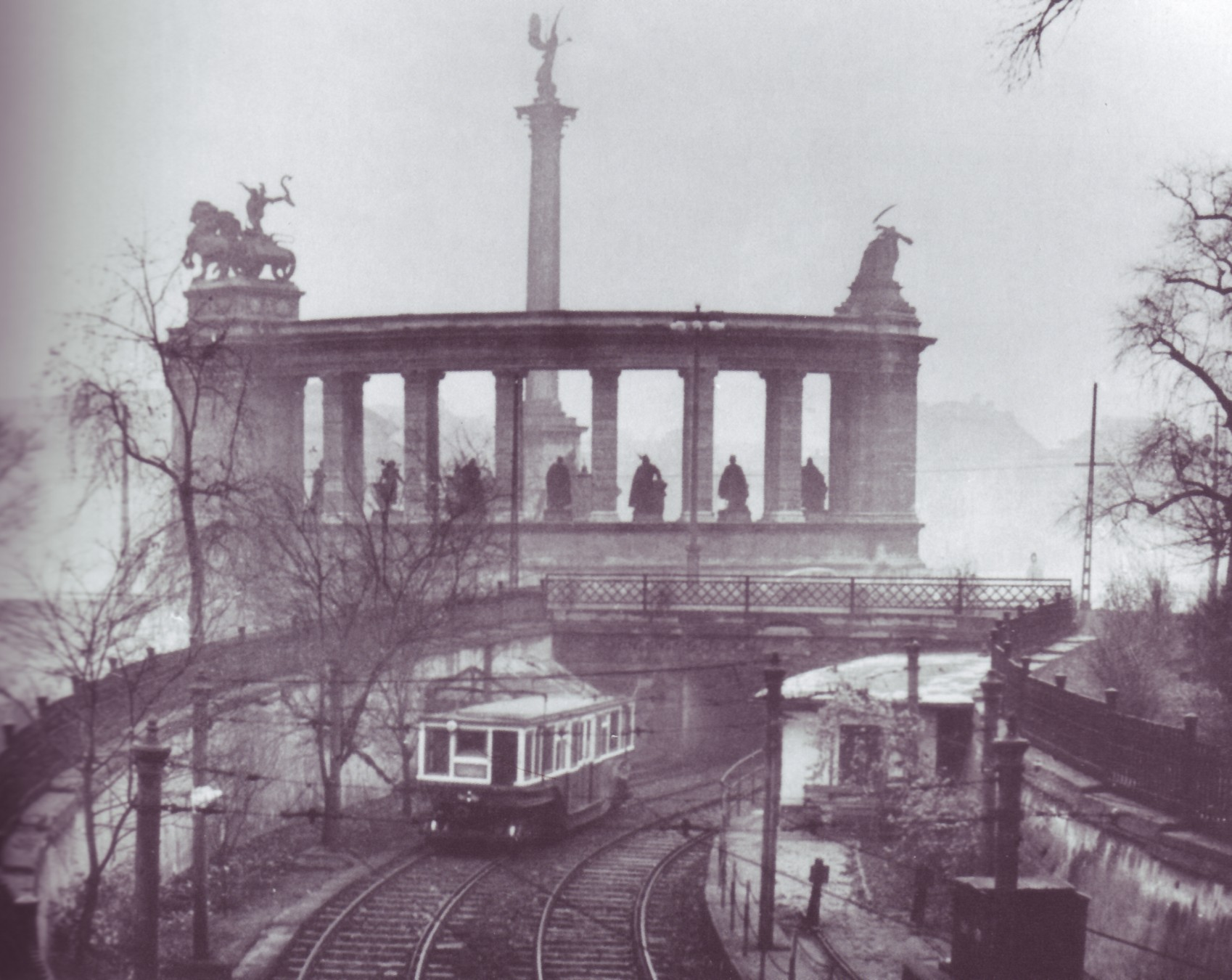
Wagen der Földalatti am Hősök tere (Heldenplatz)

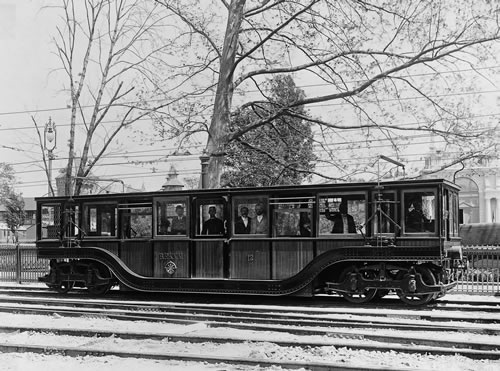
Einer der ersten Triebwagen aus dem Jahr 1896

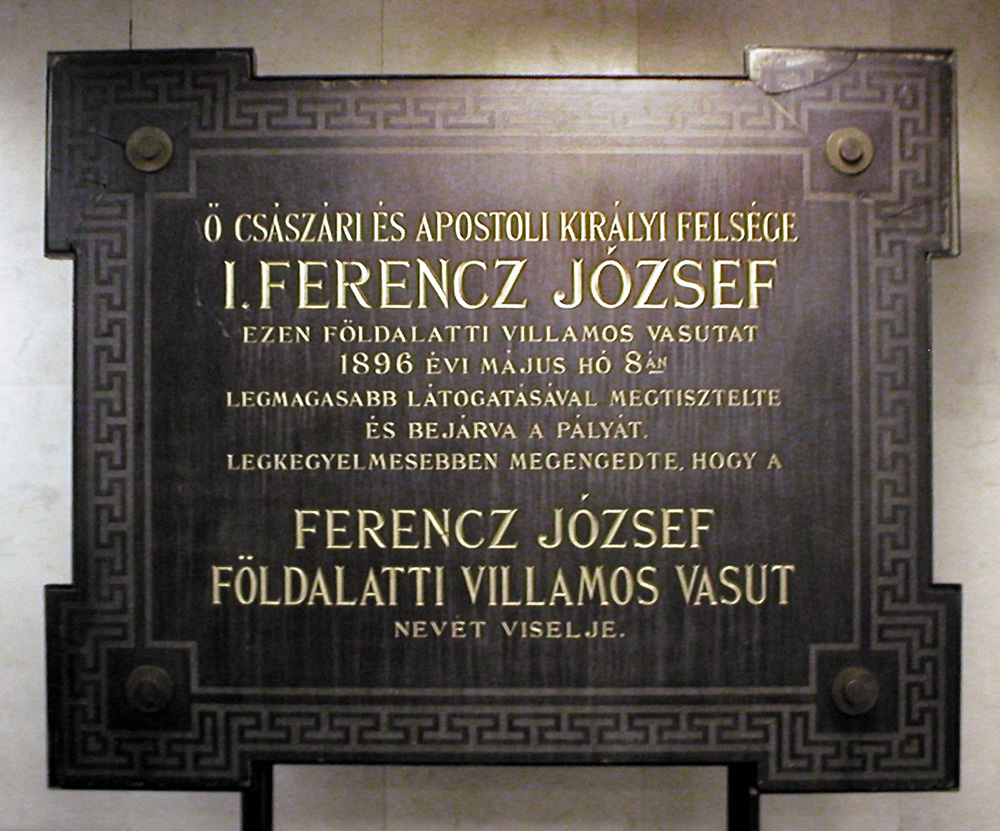
Eröffnungsplakette der Elektrischen Untergrundbahn Franz Joseph

Die auch Földalatti genannte M1 ist die älteste Linie der Budapester Metró. Statt mit seitlicher Stromschiene wird sie als einzige mit einer Deckenstromschiene im Tunnel beziehungsweise mit einer Einfachfahrleitung an der Oberfläche betrieben und weist als Unterpflasterbahn ein deutlich kleineres Lichtraumprofil auf. Ferner sind die Bahnsteige der M1 kürzer und niedriger als bei den anderen drei Linien, die Fahrzeuge sind niederflurig und verfügen über manuell zu bedienende Kupplungen. Außerdem ist ihr Stationsabstand wesentlich geringer und sie hat eine Gleisverbindung zum Budapester Straßenbahnnetz. Bei ihrer Eröffnung am 2. Mai 1896 war die heutige M1 zudem die erste U-Bahn Kontinentaleuropas. Seit 2002 zählt sie zusammen mit der Prachtstraße Andrássy út zum UNESCO-Welterbe.

### Bau der M2

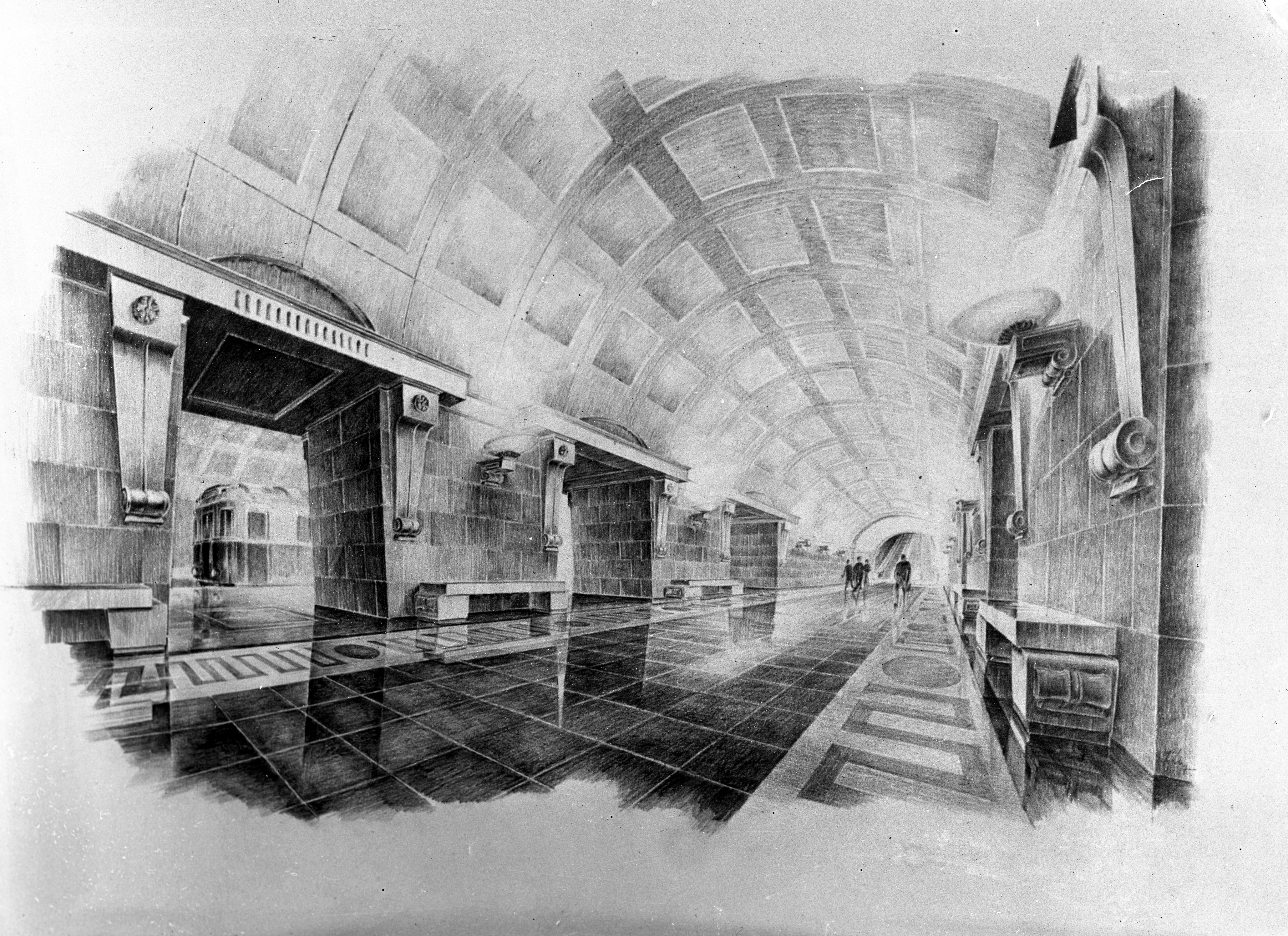
Blaha Lujza Tér wurde im sozialistischen Stil geplant

Schon seit der Eröffnung der ersten U-Bahn-Linie gab es Pläne für weitere Strecken, deren Realisierung jedoch ein halbes Jahrhundert auf sich warten ließ. Aufgrund der Bevölkerungszunahme nach dem Zweiten Weltkrieg, heute leben etwa 1,7 Millionen Menschen in Budapest, wurde 1947 ein überarbeitetes Netz beschlossen, das unter anderem eine neue Ost-West-Linie und eine Nord-Süd-Linie vorsah. Der Bau der Ost-West-Strecke begann 1950. Der erste Bauabschnitt verlief vom im Zentrum liegenden Deák Ferenc tér zum östlichen Népstadion. Insgesamt sollte diese Ost-West-Linie, heute als M2 bezeichnet, vom Népstadion über den Keleti pályaudvar (Ostbahnhof) und das Zentrum unter der Donau zum Déli pályaudvar (Südbahnhof) führen. Sie war im Planungsstadium 7,8 Kilometer lang und sollte neun Stationen haben.
Bis 1953 waren drei Kilometer der Strecke gebaut, danach verschlechterte sich die wirtschaftliche Situation Ungarns rapide, so dass die Bauarbeiten für die U-Bahn eingestellt werden mussten. Bis 1963 wurden die Tunnel für die Lagerung von Lebensmitteln genutzt, erst dann konnten die Bauarbeiten wieder aufgenommen werden. Dabei wurden die Planungen für diese Strecke noch einmal umgestaltet: In Richtung Osten wurde sie um zwei Stationen bis Örs vezér tere verlängert. Zwischen den Bahnhöfen Deák Ferenc tér und Blaha Lujza tér wurde zusätzlich die Station Astoria eingefügt, benannt nach dem dort befindlichen Hotel.

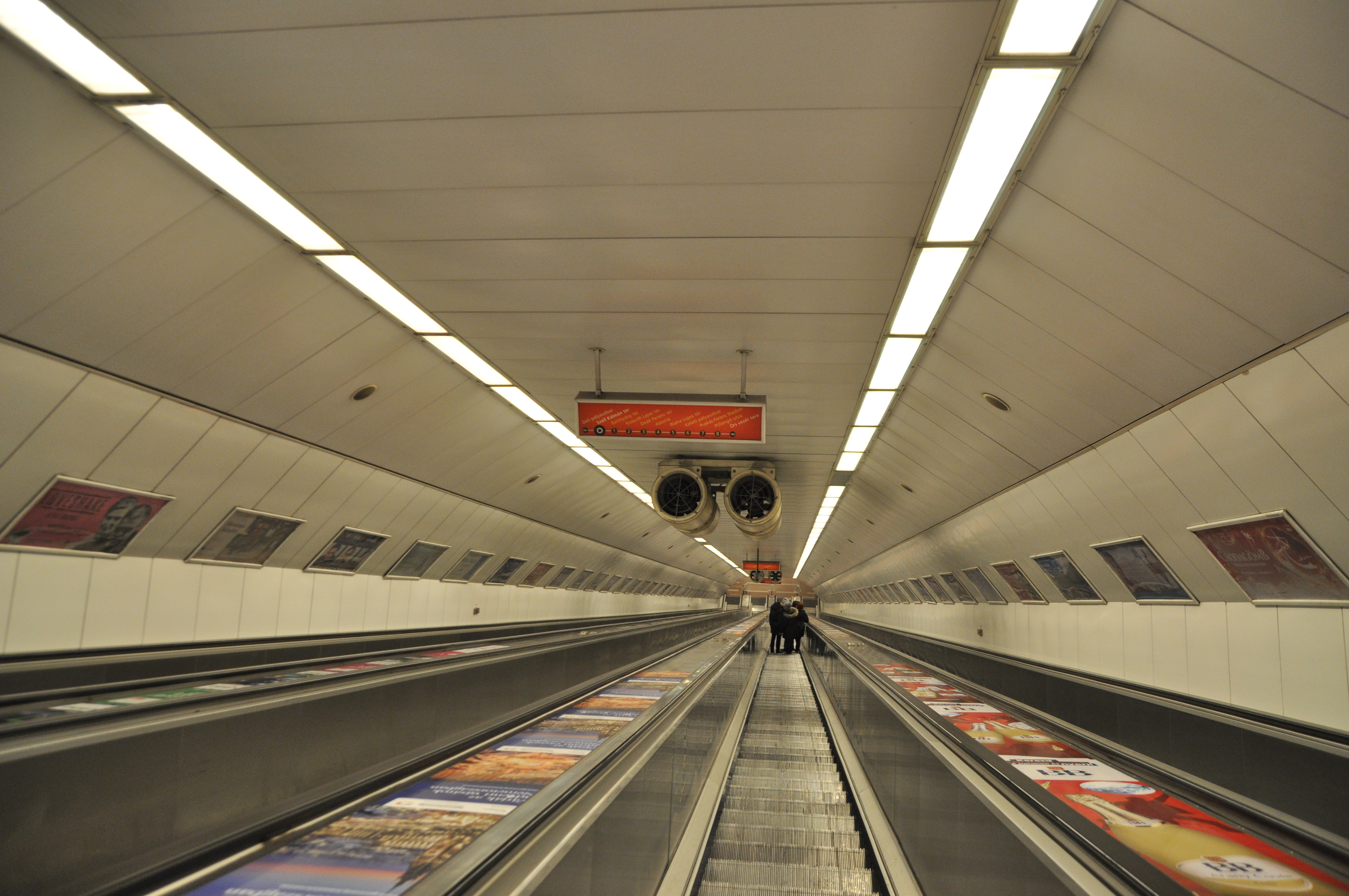
Die längsten Rolltreppen sind auf der M2 zu finden

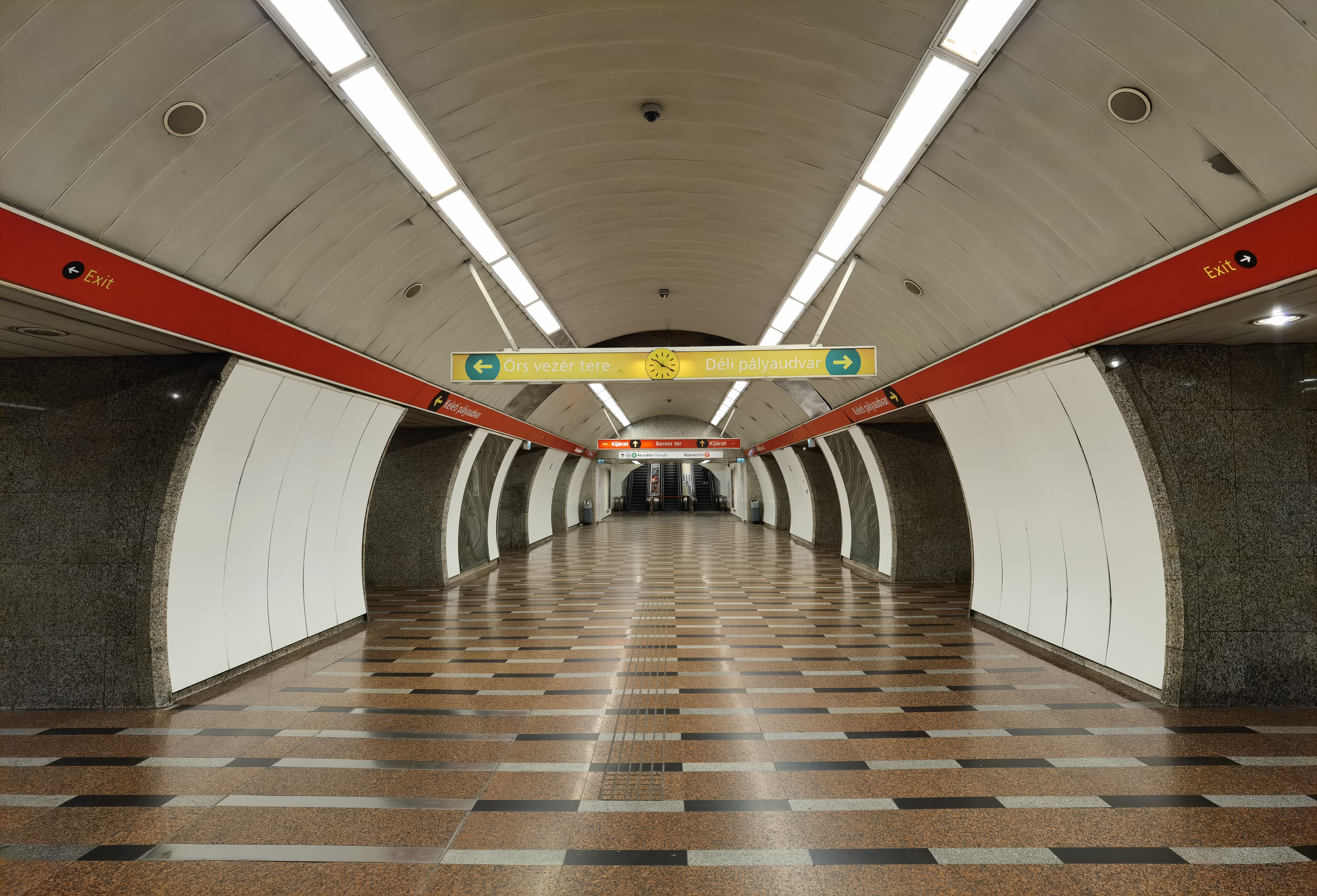
Station Keleti pályaudvar

Der Bau dieser Linie orientierte sich streng nach sowjetischem Vorbild. Sie wurde in bis zu 60 Metern Tiefe gebaut und alle Bahnhöfe möglichst prunkvoll gestaltet. Da die Decken in den Stationen relativ niedrig waren, konnten im Gegensatz zu Moskau keine großen Leuchter aufgehängt werden. Die Gestaltungsmerkmale waren vor allem viel Stein, der möglichst an Marmor erinnern sollte, und lange Sitzreihen, die heute in anderen U-Bahn-Systemen vermieden werden, da sie bei Obdachlosen als Schlafplatz sehr beliebt sind.
Die zweite U-Bahn-Linie ging am 2. April 1970 zwischen Deák Ferenc tér und Örs vezér tere in Betrieb. Sie erhielt die Kennfarbe rot zugeteilt, während die vorhandene Linie fortan die Kennfarbe gelb aufwies. Im Jahr der Inbetriebnahme der Neubaustrecke wurde die M2 bereits von 250 000 Fahrgästen pro Tag genutzt. Gleichzeitig nahm die Betriebswerkstatt für die M2 zwischen den Stationen Örs vezér tere und Pillangó utca ihre Arbeit auf.
Zwei Jahre später, am 22. Dezember 1972, ging die 3,5 Kilometer lange Teilstrecke Deák Ferenc tér – Déli pályaudvar mit Unterquerung der Donau in Betrieb. Darauf verdoppelte sich die Fahrgastzahl auf 500 000 Fahrgäste pro Tag. Damit war nun die gesamte M2 fertiggestellt.
Zum 1. Januar 2004 wurde die viergleisige Station Népstadion in Stadionok umbenannt. Die M2 ist heute 10,3 Kilometer lang und hat elf Stationen. Zwischen 2004 und 2007 wurde die M2 generalsaniert, wobei die Tunnelsysteme technisch erneuert und die Bahnhöfe optisch aufgewertet wurden. Im Jahr 2011 wurden die Stationen Stadionok in Puskás Ferenc Stadion und Moszkva tér in Széll Kálmán tér umbenannt.
Jetzige Stationen der Linie M2 (+Umstiegslinien):
- Örs vezér tere (H8 & H9)
- Pillangó utca
- Puskás Ferenc Stadion
- Keleti pályaudvar (M4)
- Blaha Lujza tér
- Astoria
- Deák Ferenc tér (M1 und M3)
- Kossuth Lajos tér
- Batthyány tér (H5)
- Széll Kálmán tér
- Déli pályaudvar

### Bau der M3

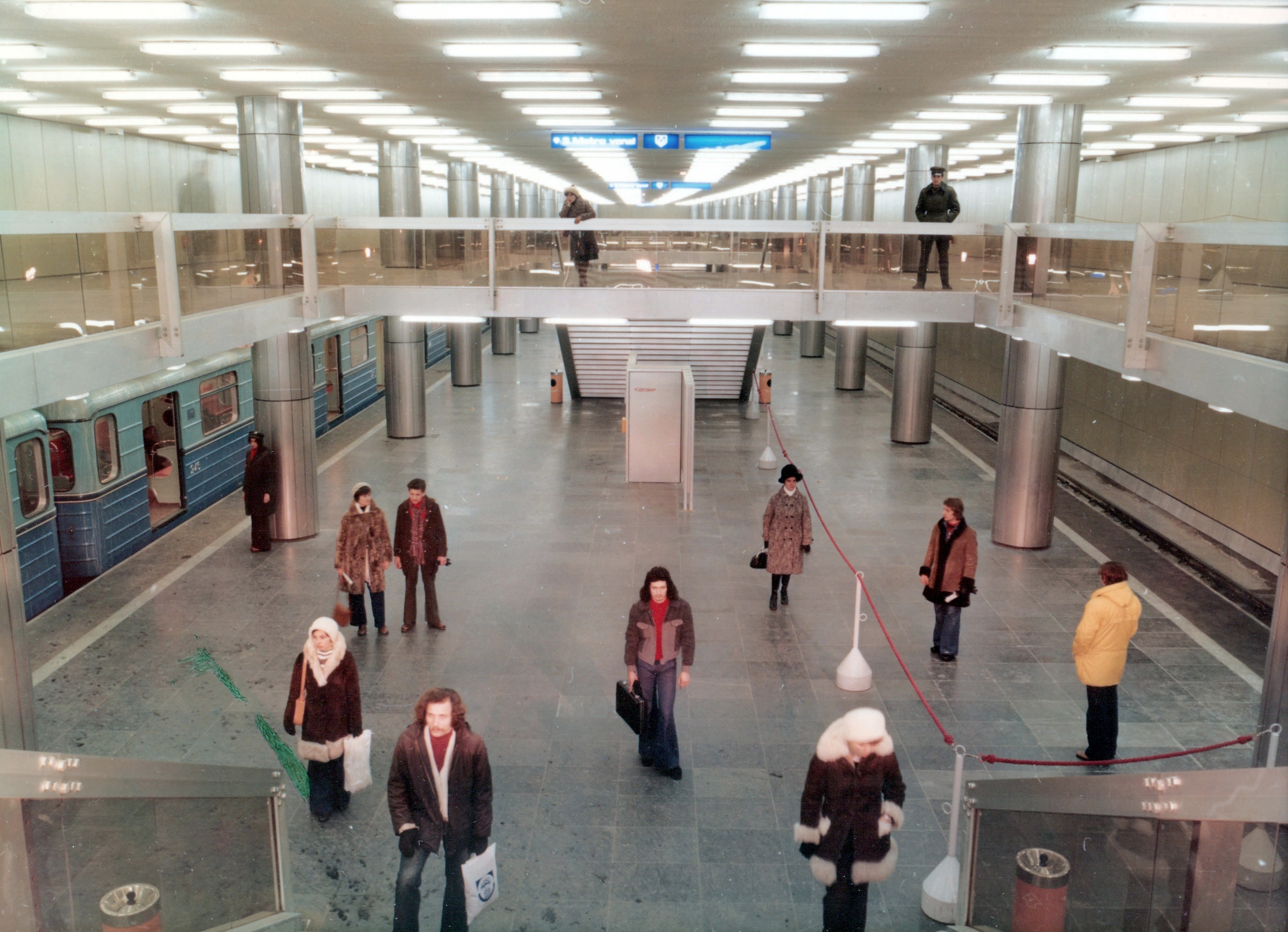
Die Station Nagyvárad tér kurz nach der Eröffnung (1976)

Bereits wenige Wochen nach der Eröffnung der M2 begannen die Arbeiten für eine neue Strecke im Untergrund Budapests. Der erste Abschnitt der neuen Nord-Süd-Linie, die vollständig auf der Pester Stadtseite liegt, beginnt am zentralen Deák Ferenc tér, wo sich bereits die Linie M1 und M2 kreuzen, und führt südlich zum Nagyvárad tér. Dieser Teil der neuen Linie besitzt fünf Stationen auf 3,7 Kilometern Länge. Im Untergrund liegt sie mit etwa 20 bis 30 Metern Tiefe genau zwischen den zwei bestehenden Strecken: die Millenniums-U-Bahn wurde nur wenige Meter unterhalb der Oberfläche gebaut („Unterpflasterbahn“), die M2 wurde nach sowjetischem Vorbild bis zu sechzig Meter tief mit Schildvortriebsmaschinen erbaut. Am Deák Ferenc tér wurde gleichzeitig mit dem Streckenbau eine Tunnelverbindung zur M2 hergestellt, da diese bisher die einzige Betriebswerkstatt für die auf den neuen Strecken verwendeten Züge besaß.

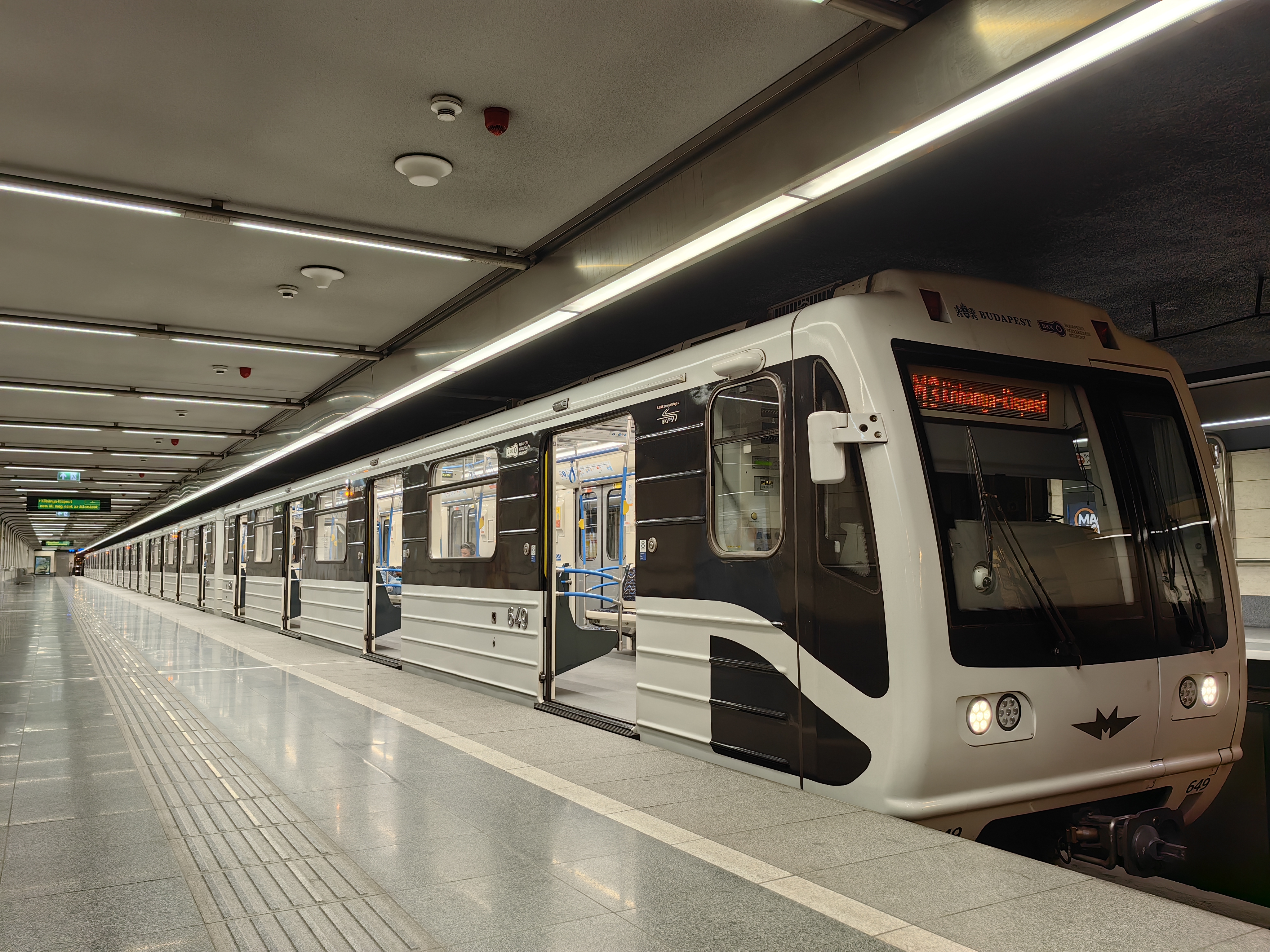
Nördliche Endstation der M3: Újpest-Központ

Nach vier Jahren Bauzeit konnte am 31. Dezember 1976 auf der Strecke Deák Ferenc tér – Nagyvárad tér der Betrieb aufgenommen werden. Danach ging es stetig voran mit dem U-Bahn-Bau, auch die südlichen und nördlichen Stadtviertel benötigten dringend einen U-Bahn-Anschluss, da die Straßenbahn und die Busse überlastet waren. Wiederum nach vier Jahren, am 20. April 1980, fuhren die Züge nun bis Kőbánya-Kispest. An der Endstation wurde gleichzeitig, ähnlich der M2, die Betriebswerkstatt für die dritte Metrolinie Budapests in Betrieb genommen. Denn inzwischen benötigte die immer wichtiger werdende Nord-Süd-Linie eine eigene Werkstatt, da die der M2 zunehmend überlastet war.
Eineinhalb Jahre später, am 30. Dezember 1981, konnte das Nordstück der M3 bis zur Élmunkás tér (heute  Lehel tér) in Betrieb genommen werden. Da der Verkehr auf der wichtigen Straße Váci út nicht unterbrochen werden konnte, wurde für dieses Streckenstück der Schildvortrieb gewählt. Nun war es möglich, die drei wichtigsten Bahnhöfe Budapests per Metro zu erreichen, wenn auch vom oder zum Nyugati pályaudvar (Westbahnhof) jeweils einmal umgestiegen werden musste.
Für die Verlängerung um eine Station bis Árpád híd wurde wesentlich mehr Zeit benötigt – erst am 7. November 1984 ging diese in Betrieb.
Nach vielen Finanzierungsschwierigkeiten konnte erst am 14. Dezember 1990 der Betrieb der M3 bis nach Újpest-Központ verlängert werden. Abgesehen davon, dass hier nur noch Seitenbahnsteige errichtet wurden, merkt der Fahrgast deutliche Unterschiede in den Gestaltungsmerkmalen: Statt Steinverkleidungen wurden nun viel Aluminiumbleche verwendet. Außerdem sind die Stationen nur noch durch die Beschilderung zu unterscheiden, da nahezu jedes Mal die gleichen Farben benutzt wurden.

### Bau der M4

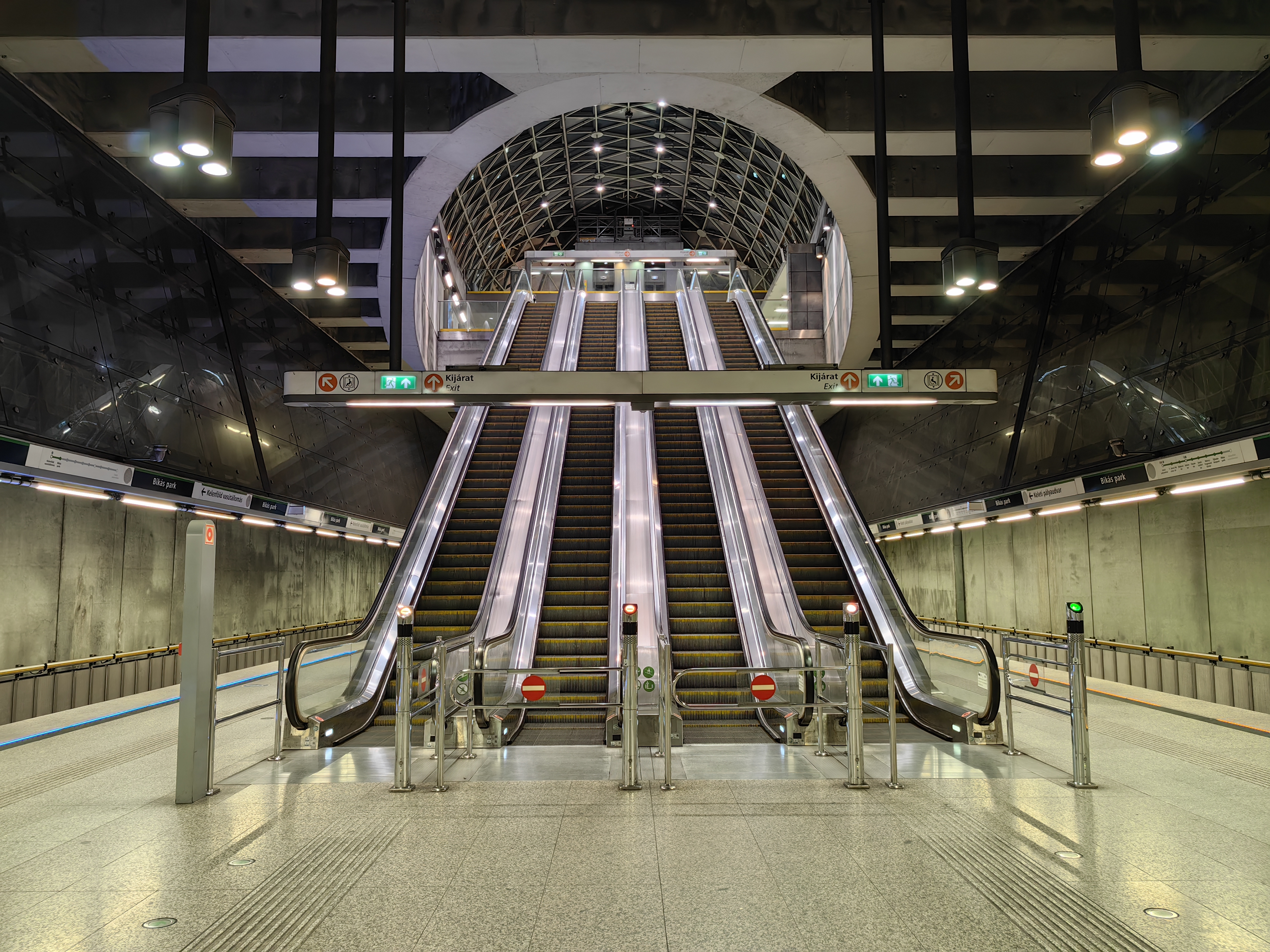
Die Station Bikás park der Linie M4

Die seit 2004 in Bau befindliche Linie M4 ist am 28. März 2014 eröffnet worden und ersetzt die schon an die Grenze der Belastbarkeit gekommenen Expressbusse der Linie 7. Am 23. Januar 2006 wurde der Vertrag für den Bau der M4 von der BKV unterzeichnet. Sie beginnt am wichtigen Keleti pályaudvar (Ostbahnhof), wo außerdem Anschluss zur Linie M2 besteht, und führt über Kálvin tér (M3) und unter der Donau hindurch nach Südbuda (Újbuda) und zum Bahnhof Kelenföld. Insgesamt ist sie 7,4 Kilometer lang. Die vollautomatisch betriebene Linie M4 wurde für eine Höchstgeschwindigkeit von 80 km/h und einen 90-Sekunden-Takt vorbereitet. In der Nähe der Station Kelenföld vasútállomás gibt es ein oberirdisches Depot. Siemens Transportation Systems erhielt den Auftrag, diese Linie als erste ungarische U-Bahn für den vollautomatischen, fahrerlosen Betrieb auszurüsten. Zum Auftragsvolumen von rund 109 Millionen Euro gehören neben der Fahrstromversorgung die Leit- und Sicherungstechnik, die Telekommunikation und die Ausrüstung der Leitzentrale.
Sie könnte neben dem Verlauf zum Kelenföldi pályaudvar auch einen zweiten Linienast nach Budafok, Városház tér erhalten. Im Norden sollte die Strecke der Linie M4 nach ursprünglicher Planung über den schon festgelegten Bahnhof Bosnyák tér mit zwei Zwischenstationen bis zur Nyírpalota út verlängert werden. Neuere Planungen aus dem Jahr 2014 sehen jedoch an Stelle der Verlängerung der U-Bahn eine Straßenbahn nach Újpalota vor. Diese würde gleichzeitig die im Jahr 1997 eingestellten Straßenbahnlinien 44 und 67 ersetzen.

## Ausbau und Planungen

Eine mögliche Strecke für die fünfte U-Bahn-Linie

Für alle Linien gibt es nur sehr langfristige Planungen zu Streckenerweiterungen. Zum angedachten Ausbau der Linie M4 siehe Bau der M4.
Die Linie M2 soll mit dem HÉV-Netz am Örs Vezér tere verbunden werden, um eine unmittelbare Verbindung von der Stadtgrenze zum Zentrum zu schaffen. Der Örs Vezér tere gilt derzeit als östliche Endstation der U-Bahn-Linie 2, wo ebenfalls die Züge der HÉV enden. Die Idee der Integration der Linien H8 und H9 in das U-Bahn-System ist schon ziemlich alt, aber die hohen Kosten des Projekts verhinderten bislang den Bau; die Verbindung ist weiterhin in Planung.
Langfristig soll die Linie M3 im Norden von Újpest-Központ nach Káposztásmegyer verlängert werden, es soll dabei zwischen drei und fünf Zwischenstationen geben. Diese Strecke war schon beim Bau der U-Bahn-Linie geplant, aber aus Kostengründen konnte die Strecke nur bis zur Station Újpest-Központ gebaut werden, die Verlängerung bis zur ursprünglich geplanten Endstelle ist seitdem geplant.
Es gab auch Überlegungen, die Strecke in die andere Richtung, zum Flughafen, zu verlängern; jetzt wird stattdessen eine neue Eisenbahnstrecke dorthin geplant.
In fernerer Zukunft soll es eine fünfte Metrolinie in Budapest geben, die vom Norden Budas über die Margareteninsel ins Zentrum von Pest führen soll. Es wird geplant, die HÉV-Vorortlinien H5 aus Szentendre, H6 aus Ráckeve und H7 aus Csepel und Ráckeve mit einem Innenstadttunnel zu verbinden. Die geplante Linie M5 würde die bestehenden Linien an folgenden Stationen kreuzen: Lehel tér (M3), Oktogon (M1), Astoria (M2) und Kálvin tér (M3/M4). Sowohl zum Baubeginn als auch zu einem möglichen Fertigstellungstermin bestehen derzeit jedoch keine konkreten Planungen und sind wohl auch in den nächsten Jahren nicht zu erwarten.

## Fahrzeuge
Die Budapester U-Bahn ist betrieblich in zwei Bereiche aufgeteilt: Die Linie M1 und die später gebauten Linien M2, M3 und M4. Während erstere über eine Oberleitung (unterirdisch Deckenstromschienen, oberirdisch Fahrdraht) mit einer Spannung von 600 Volt versorgt wird, erhielten die drei anderen Linien seitliche, von oben bestrichene Stromschienen mit 825 Volt Gleichspannung. Doch nicht nur in der Stromversorgung unterscheiden sich die U-Bahn-Linien, es werden auch andere Fahrzeuge mit anderen Maßen eingesetzt. Zudem sind die Wagen der Linien M2, M3 und M4 weiß lackiert, während die auf der M1 eingesetzten Kleinprofilzüge gelb sind.

### Fahrzeuge der Linien M2, M3 und M4

#### Erster Versuch: Typ P
In den 1950er Jahren, als der Bau der Linie M2 begonnen hatte, wurde auch eine ungarische Fahrzeugbauart entwickelt. Die ersten zwei Wagen wurden im Jahr 1953 fertiggestellt, und die ersten Testfahrten begannen. Die Bauarbeiten der Linie wurden im Jahr 1954 plötzlich abgebrochen und das ganze U-Bahn-Projekt gestoppt. Als die Bauarbeiten an dieser Strecke wieder begannen, waren die in Ungarn gebauten Fahrzeuge veraltet und wurden verschrottet. Es wurde in den nächsten Jahren zwar geplant, Züge ungarischer Herkunft zu kaufen, aber der Hersteller Ganz hatte zu dieser Zeit mit erheblichen Schwierigkeiten zu kämpfen und konnte den Auftrag nicht übernehmen.

#### Die sowjetischen Wagen

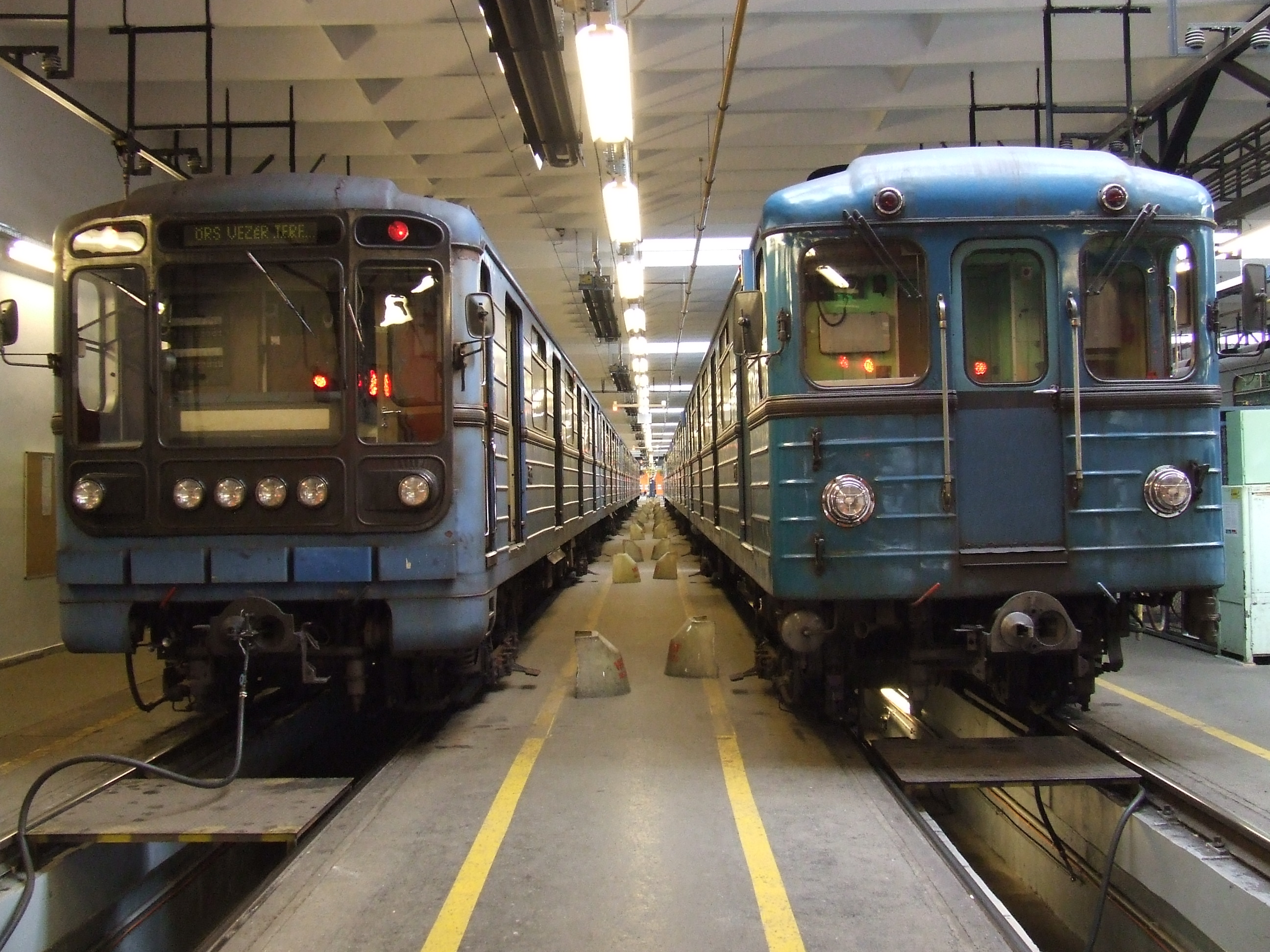
Triebwagen der Typen 81-7172M und Ev3

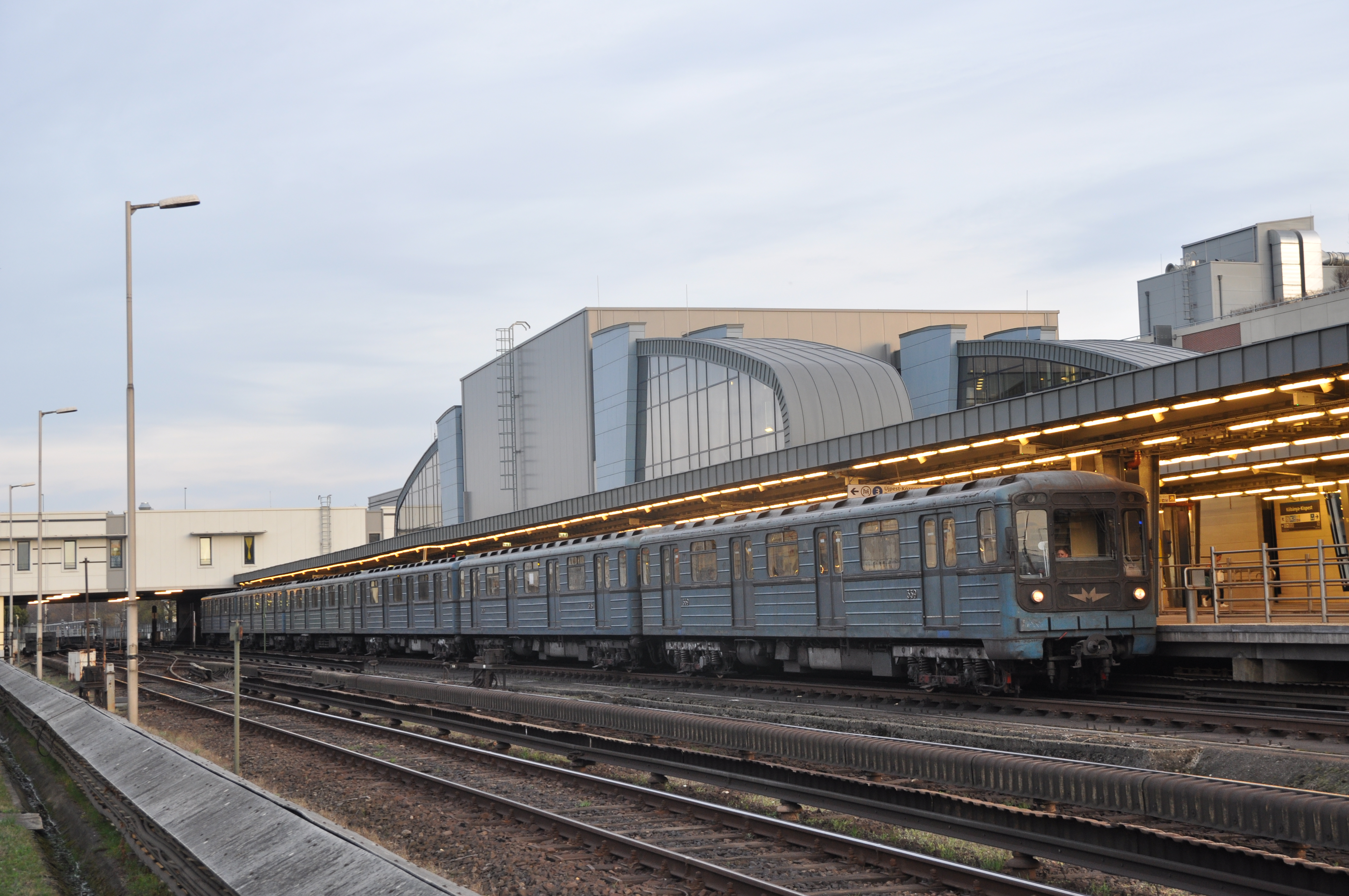
Typ 81–717/14 in der Endstation Kőbánya-Kispest

Nachdem der in Ungarn gebaute Zug gescheitert war, musste die Stadt Fahrzeuge aus dem Ausland beschaffen. Das Land stand unter dem Einfluss der Sowjetunion und hatte kaum Chancen, Fahrzeuge von anderen Ländern zu kaufen. Zu dieser Zeit war der größte Hersteller die in der Nähe von Moskau befindliche Firma Metrowagonmasch, die nach anderen U-Bahn-Netzen auch die Herstellung der Züge für Budapest übernahm.
- Die erste zwischen 1969 und 1972 nach Budapest gelieferte Bauart trug die Bezeichnung „Еv“. Hier steht der Buchstabe E für die Typfamilie „Е“ und das „v“ für den russischen Namen von Ungarn (Венгрия). Die Wagen erhielten die Nummern von 100 bis 199. Merkmale des Typs sind mit Glühlampen beleuchtete Fahrgasträume und die Fahrmotoren mit einer Leistung von 66 kW. Jeder Wagen enthielt an einem Ende einen Führerstand und war einzeln fahrbar. Damit waren die Wagen flexibel kuppel- und einsetzbar. Von den insgesamt 100 in Dienst gestellten Wagen wurden 45 zwischen 2000 und 2002 modernisiert, damit änderte sich die Typbezeichnung auf EvA geändert; diese bekamen den Spitznamen „Barbi“. Nachdem es zu mehreren Bränden in Wagen der ältesten Baujahre gekommen war, wurden diese im Jahr 2011 abgestellt. Das führte zeitweise zu Taktverlängerungen, und die abgestellten Wagen mussten 2012 wieder in Betrieb genommen werden. Der Typ wurde nur auf der Linie M2 eingesetzt, die letzten Züge wurden 2013 ausgemustert, als Fahrzeuge von Alstom sie ersetzten.[10]

- Ab 1975 wurden weitere Züge bestellt, bei denen kleinere Änderungen vorgenommen wurden. Der größte Unterschied war die auf 72 kW erhöhte Fahrmotorleistung, aber auch die Fahrgasträume wurden leicht verändert. Diese Wagen erhielten die Typenbezeichnung „Еv3“, sie wurden auf den Linien M2 und M3 eingesetzt. Insgesamt 95 Wagen wurden nach Budapest geliefert und waren bis 2018 im Fahrgastbetrieb.[11]

- Für die Verlängerung der M3 in Richtung Süden wurden leicht veränderte Einheiten produziert, die unter anderem leistungsfähigerere Motoren und Thyristorsteuerungen erhielten. Die auffälligste Änderung war das Aufteilen in Wagen mit und ohne Führerstand, das zu einem deutlichen Raumgewinn führte. Für die Fahrgäste sind vor allem die modifizierten Stirnfronten der Endwagen auffällig, die Innenräume blieben unverändert. Diese Wagen sind in anderer Farbgebung auch in anderen Städten, wie z. B. in Prag oder Warschau zu finden. Sie werden als 81–717 (mit Führerstand) und 81–714 (ohne Führerstand) bezeichnet. Die Wagen sind wie ihre Vorgänger mit Scharfenbergkupplungen mit untenliegenden Kontaktaufsätzen ausgerüstet, wodurch eine flexible Zugbildung möglich ist. An den Führerstandsenden der Endwagen 81-717 wurden die Kontaktaufsätze nach 1990 abgebaut, ein Einsatz dieser Wagen in Zugmitte ist damit nicht mehr möglich. Die Wagen dieses Typs wurden ebenfalls auf den Linien M2 und M3 eingesetzt, auf der Linie M2 bis 2012, auf der Linie M3 bis 2017.

- Im Jahr 2000 kamen noch weitere zwei Fünfwagenzüge hinzu. Diese wurden als 81-7172M und 81-7142M bezeichnet. Die Aufteilung in Wagen mit und ohne Führerstand blieb dabei erhalten. Da die Führerstandsfronten mit mehr Scheinwerfern ausgerüstet waren als die anderen Züge, wurde dem Typ der Spitzname Wasserläufer gegeben. Die Wagen waren ursprünglich auf der Linie M2 unterwegs, aber im Jahr 2012 wechselten sie zur Linie M3, wo sie bis 2018 eingesetzt wurden.[12]

Auf den Linien M2 und M3 wurden diese Züge von Anfang an eingesetzt. Sie galten bereits in den 90er Jahren als veraltet, und schon damals wurde geplant, einen neuen Fuhrpark zu beschaffen, aber bis 2010 kam es aus Kostengründen nicht dazu.

#### Noch ein ungarischer Versuch: Typ Ganz G2

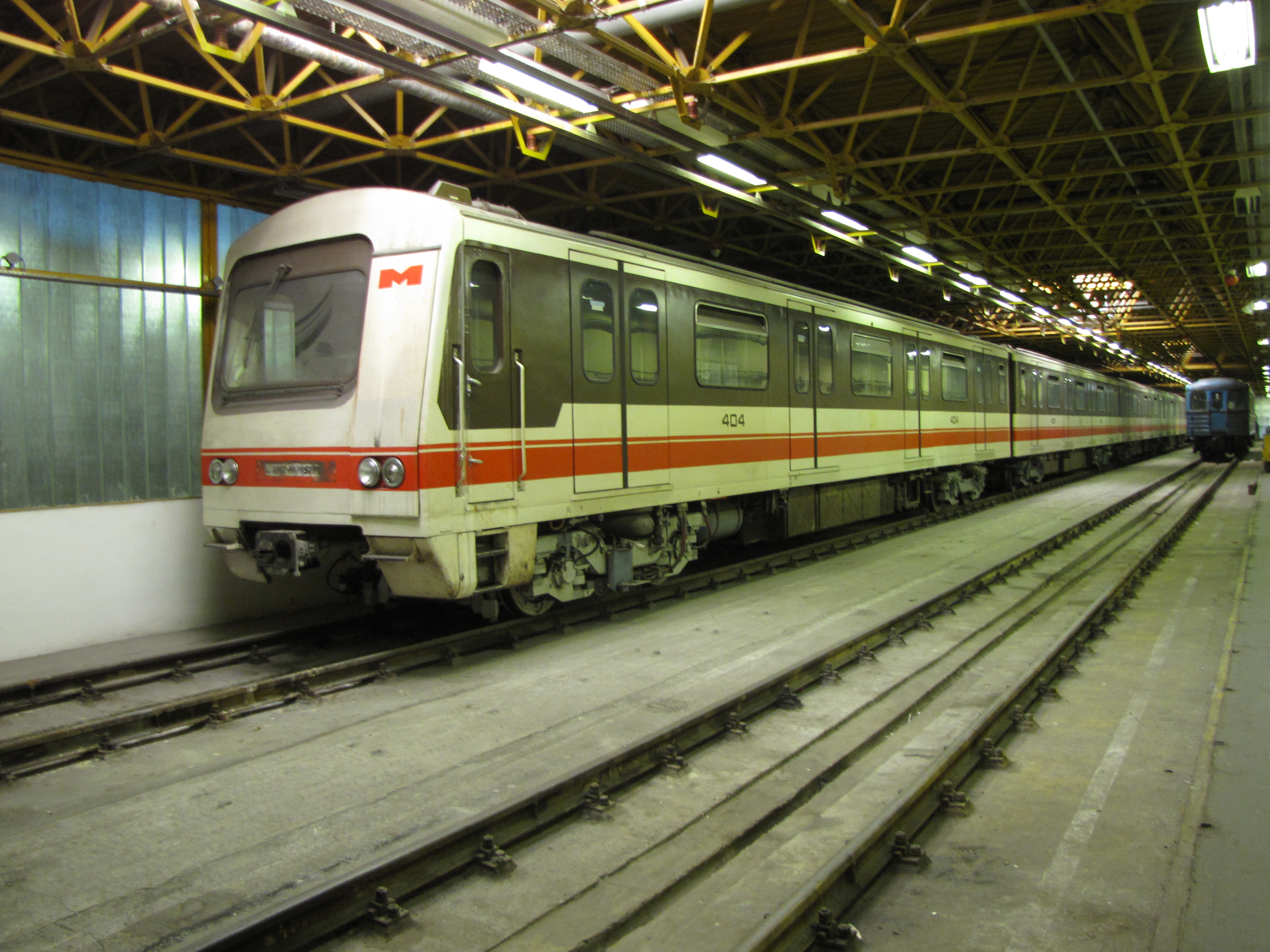
Ganz G2, schon abgestellt

Um die veralteten Züge zu ersetzen, wurde die ungarische Firma Ganz beauftragt, eine neue U-Bahn-Generation für Budapest zu entwickeln. Der erste Prototyp wurde im Jahr 1986 fertiggestellt, zwei Jahre später als geplant. Die Testfahrten begannen 1991, in deren Verlauf mehrere Probleme festgestellt wurden. Ein Lösungsvorschlag wurde Ganz unterbreitet, aber es wurde kein weiterer Prototyp gebaut; das Projekt wurde auf Eis gelegt. Der einzige Zug war bis 1995 auf der Linie M3 in Betrieb, danach wurde er wegen des schwierigen und kostenaufwendigen Betriebs abgestellt. Ein Wagen des Zuges ist in Szentendre ausgestellt.

#### Die zweite Generation: Alstom Metropolis

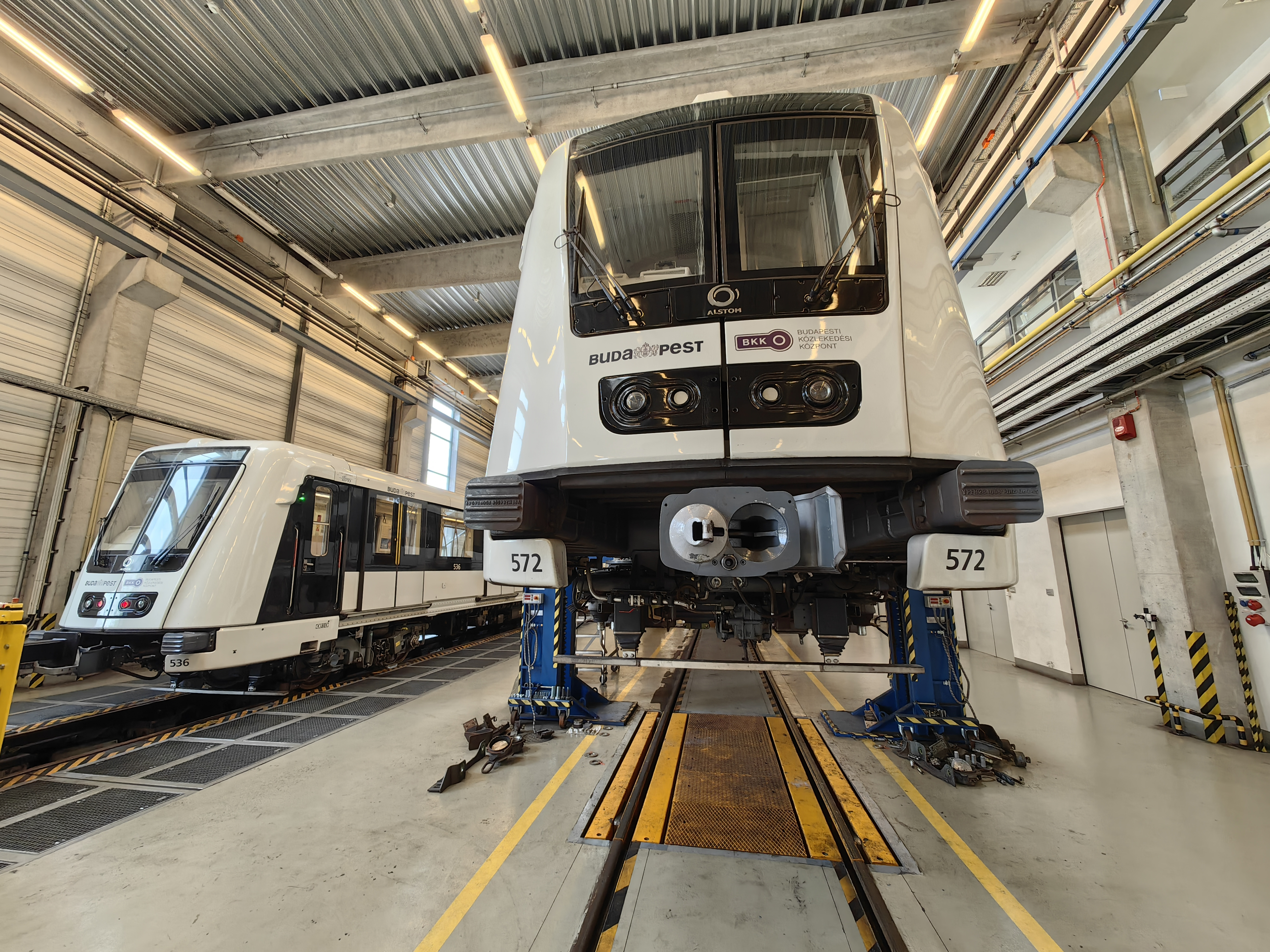
Alstom Metropolis

Nach 2000 ist es in Budapest zu mehreren U-Bahn-Projekten gekommen. Einerseits war die erste gebaute Großprofil-Linie M2 schon in sanierungsbedürftigem Zustand, anderseits wurden die ersten Pläne für die Linie M4 entworfen. Da die auf der Linie M2 eingesetzten Züge dauerhaft nicht mehr zu erhalten waren und die neue Linie M4 ebenfalls weitere Fahrzeuge benötigte, wurden neue Wagen bestellt. Die Ausschreibung gewann die Firma Alstom, die ersten Züge wurden im Jahr 2008 fertiggestellt. Die Eröffnung der neugebauten Linie M4 verzögerte sich jedoch erheblich und die von Alstom hergestellten Wagen erhielten unter anderem wegen Problemen beim Bremsen keine Betriebsgenehmigung. Die ersten Züge dieses Typs konnten erst im Jahr 2012 auf der Linie M2 in Betrieb genommen werden; gleichzeitig wurden die ältesten Wagen des Typs Ev abgestellt. Seit 2013 fahren auf der Linie M2 ausschließlich die Züge von Alstom. Hier besteht jeder Zug aus fünf Wagen und wird halbautomatisch gesteuert. Das heißt, dass es zwar einen Fahrer gibt, der Türen und Abfahrt freigibt, aber während der Fahrt wird der Zug automatisch gesteuert.
Die Linie M4 wurde im Jahr 2014 eröffnet, von Anfang an wird diese Bauart eingesetzt. Die Vierwagenzüge verkehren ohne Triebwagenführer.

#### Neue Züge für die Linie M3

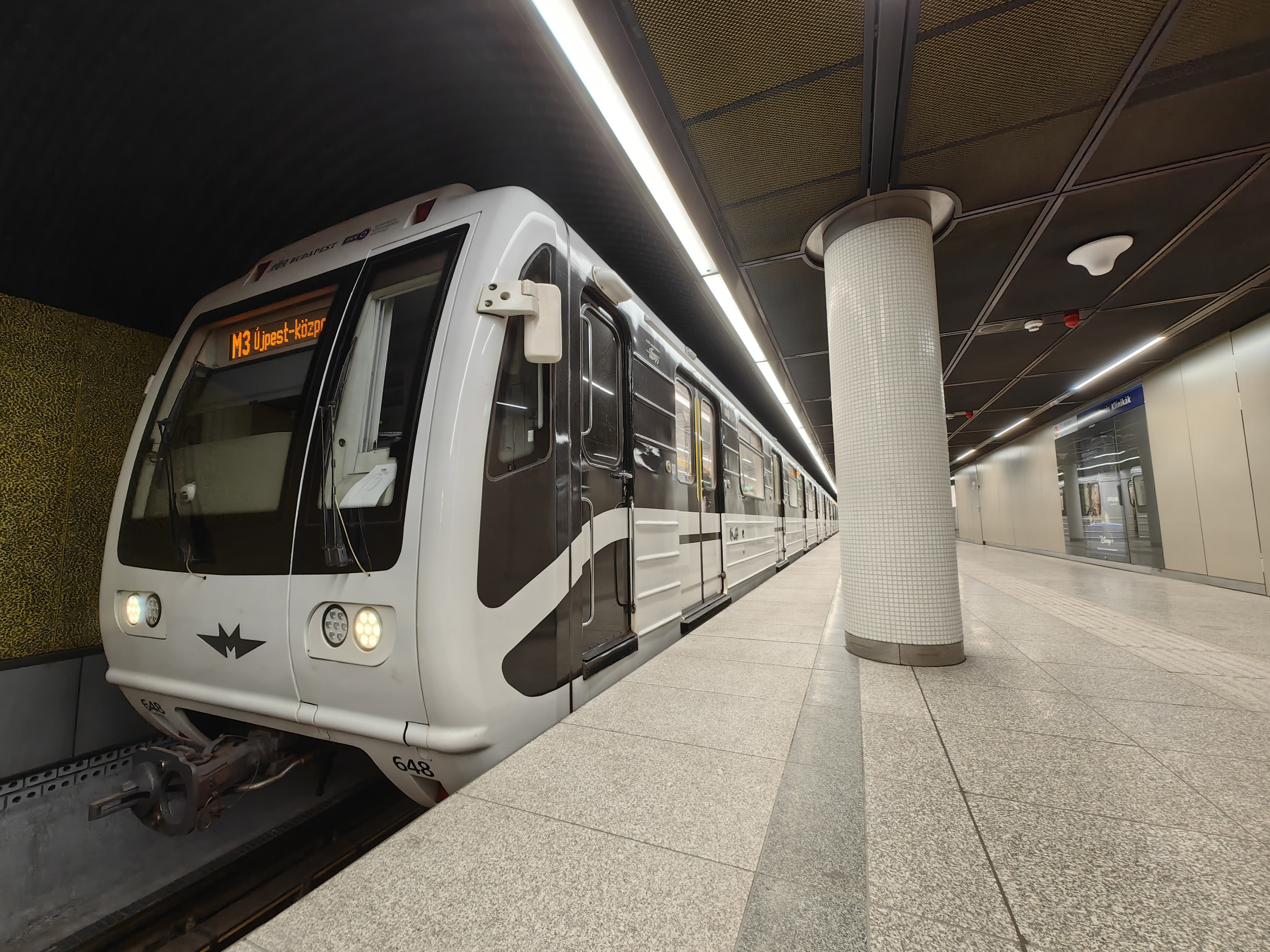
Modernisierter Triebzug Bauart 81-717.2K / 714.2K

Die Fahrzeuge der Linie M2 konnten zwar ausgetauscht werden, aber auf der Linie M3 waren nach 2016 weiterhin die Züge der ersten Generation unterwegs. Der gesamte Fuhrpark dieser Linie musste dringend erneuert werden, weil es schon mehrmals zu Zwischenfällen gekommen war. Ein Wagen brannte im Jahr 2011 völlig aus und es kam regelmäßig zu Betriebsstörungen durch schadhafte Fahrzeuge. Es wurde lange diskutiert, ob die Anschaffung neuer Wagen notwendig sei oder ob eine Modernisierung der vorhandenen ausreiche.

Aus Kostengründen fiel die Entscheidung, die vorhandenen Wagen beim Hersteller Metrowagonmasch modernisieren zu lassen. Die Modernisierung war aufwendig; laut Hersteller wurden die technischen Komponenten völlig neu konzipiert. Alle Maßnahmen seien auf sicheren Betrieb für weitere 30 Jahre angelegt. Nach Angaben des Herstellers blieben beim Prototypzug nur die Führerstandstüren erhalten, alles andere wurde neu entwickelt. Von Fahrgästen wird jedoch kritisiert, dass nur Führerstände klimatisiert wurden, in den Fahrgasträumen existiert stattdessen nur ein dichtes Netz an Ventilatoren.
Der erste Zug verkehrt seit 2017 im Regelbetrieb, die weiteren Garnituren folgten bis 2018. Seit April 2018 fahren auf der Linie M3 ausschließlich modernisierte Wagen, die als 81-717.2K (mit Führerstand) und 81-714.2K (ohne Führerstand) bezeichnet werden und den Spitznamen „Panda“ tragen.

#### Fahrzeugtypen im Überblick
| Bild                | Bezeichnung                              | Anzahl (ursprünglich) | Anzahl (derzeit) | Wagennummerbereich | Baujahr                       | in Betrieb             | Linien                                                                                  |
| Linienfahrzeuge     | Linienfahrzeuge                          | Linienfahrzeuge       | Linienfahrzeuge | Linienfahrzeuge    | Linienfahrzeuge               | Linienfahrzeuge        | Linienfahrzeuge                                                                         |
| ------------------- | ---------------------------------------- | --------------------- | --- | ------------------ | ----------------------------- | ---------------------- | --------------------------------------------------------------------------------------- |
|                     | Alstom Metropolis                        | 170 Wagen             | 170 Wagen | 410–579            | 2008–2012 (M2) 2012–2014 (M4) | seit 2012              | Linien M2 und M4                                                                        |
|                     | 81-717.2K und 81-714.2K („Panda“)        | 222 Wagen             | 222 Wagen | 600–673 6000–6147  | 2016–2018                     | seit 2017              | Linie M3                                                                                |
| Ehemalige Fahrzeuge |                                          |                       | |                    |                               |                        |                                                                                         |
|                     | Ev und EvA                               | 100 Wagen             | 0 | 100–199            | 1968–1972                     | 1969–2013              | nur auf der Linie M2                                                                    |
|                     | Ev3                                      | 95 Wagen              | 0 (ein Wagen blieb als Museumsfahrzeug bzw. Hilfswagen erhalten, einige wurden komplett umgebaut und erneuert durch neu Entwickelten 81-717.2K & 81-714.2K) | 200–294            | 1975–1979                     | 1975–2018              | bis 2013 auf der Linie M2 bis 2018 auf der M3                                           |
|                     | 81–717 und 81–714                        | 186 Wagen             | 0 (alle Wagen komplett umgebaut und erneuert durch neu Entwickelten 81-717.2K & 81-714.2K)                                                                  | 300–362 3000–3122  | 1980–1991                     | 1980–2018              | bis 2013 auf der Linie M2 bis 2018 auf der M3                                           |
|                     | Ganz Hunslet G2                          | 6 Wagen               | 0 (ein Wagen ist museal erhalten) | 400–405            | 1983                          | 1991–1995              | nur auf der Linie M3                                                                    |
|                     | 81–717.2M und 81–714.2M („Wasserläufer“) | 10 Wagen              | 0 (alle Wagen verschrottet) | 363–366 3123–3128  | 1998                          | 2000–2017              | Die Züge wurden bis 2012 auf der Linie M2 eingesetzt, danach bis 2017 auf der Linie M3. |
|                     | Ganz P                                   | 2 Wagen               | 0 (alle Wagen verschrottet) | –                  | 1951–1953                     | nie in Fahrgastbetrieb | nie in Fahrgastbetrieb                                                                  |

## Betriebsbahnhöfe
In U-Bahn-Netz befinden sich insgesamt vier Betriebsbahnhöfe, jede Linie hat einen eigenen. Nur die Strecken der Linien M2 und M3 sind miteinander verbunden, die anderen sind voneinander isoliert.
Bei den folgenden Stationen sind die Betriebsbahnhöfe zu finden:
- Linie M1: Mexikói út
- Linie M2: Örs vezér tere
- Linie M3: Kőbánya-Kispest
- Linie M4: Kelenföld vasútállomás

## Siehe auch

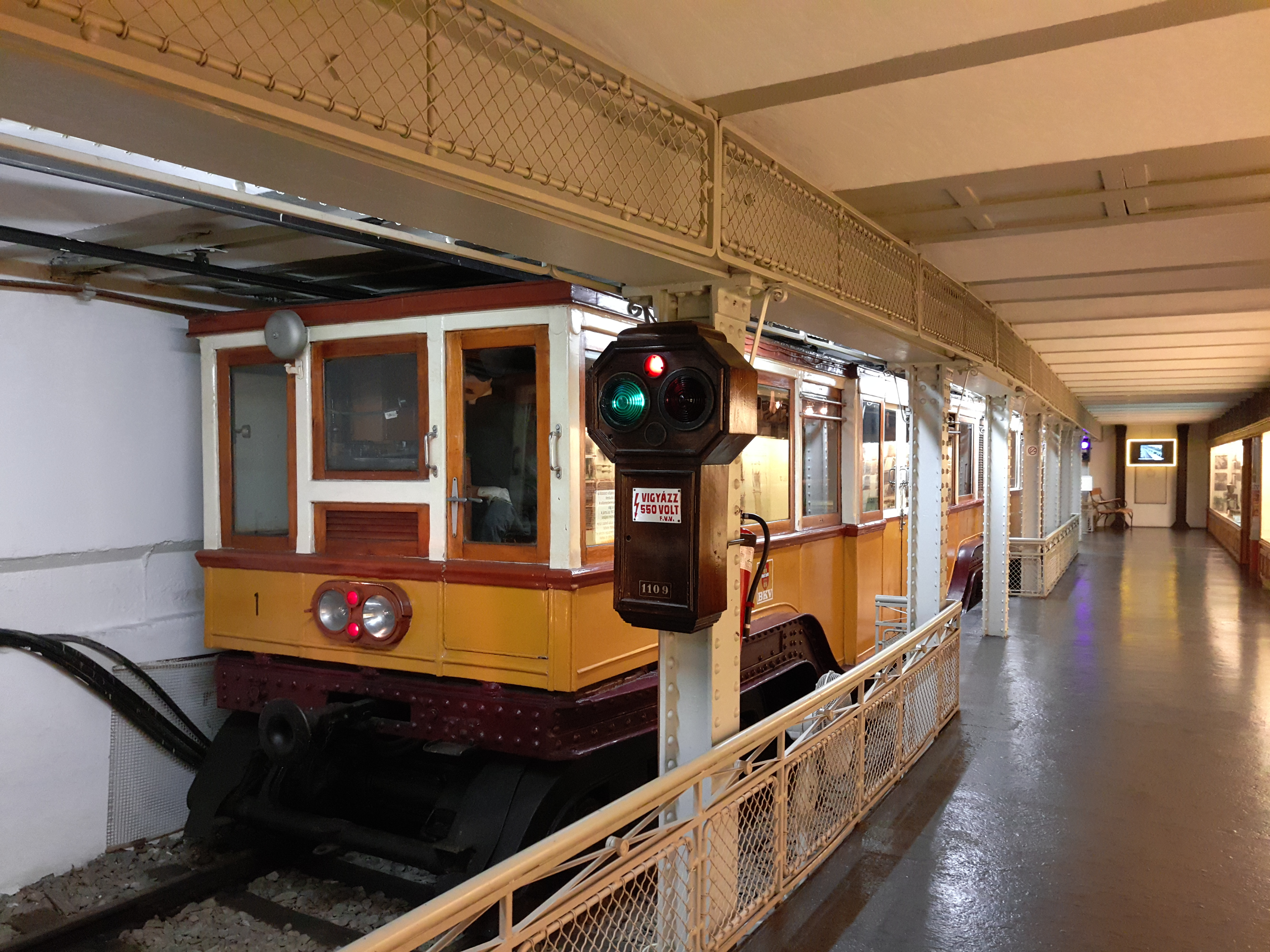
Erhaltener Zug der Földalatti im U-Bahn-Museum